# Левич (Словенська Бистриця)
Левич (словен. Levič) — поселення в общині Словенська Бистриця, Подравський регіон‎, Словенія.